# Daljni Vrh
Daljni Vrh je naselje u slovenskoj Općini Novom Mestu. Daljni Vrh se nalazi u pokrajini Dolenjskoj i statističkoj regiji Jugoistočnoj Sloveniji. 

## Stanovništvo
Prema popisu stanovništva iz 2002. godine naselje je imalo 86 stanovnika.